# Sonia Gandhi
Sonia Gandhi, hindi:सोनिया गांधी, właśc. Edvige Antonia Albina Maino (ur. 9 grudnia 1946 w Lusianie) – indyjska działaczka polityczna, z pochodzenia Włoszka. Wdowa po zamordowanym premierze Rajivie Gandhim, kontynuująca tradycje polityczne rodziny Nehru-Gandhi. W latach 1998–2017, 2019-22 była prezesem Indyjskiego Kongresu Narodowego.

## Życiorys

### Pochodzenie
Urodziła się w małej wiosce Lusiana we Włoszech w tradycyjnej katolickiej rodzinie. Młodość spędziła w Orbassano, niewielkim miasteczku pod Turynem. Była środkową córką Stefano Maino i Paoli Predebon. 
Jej ojciec, z zawodu murarz, jako zapalony faszysta i zwolennik Mussoliniego walczył po stronie hitlerowskich Niemiec na froncie wschodnim. Na pamiątkę szczęśliwego powrotu stamtąd nadał wszystkim swoim trzem córkom rosyjskie imiona: Anuszka, Sonia i Nadia. Obydwie siostry Sonii mieszkają nadal wraz z jej matką w Orbassano.

### Małżeństwo
W 1964 wyjechała na stypendium do Wielkiej Brytanii uczyć się języka angielskiego. Rok później, dorabiając sobie jako kelnerka w restauracji, poznała studenta inżynierii na Uniwersytecie w Cambridge, Rajiva Gandhiego. Pobrali się w 1968 i - zgodnie z hinduską tradycją - zamieszkali w Delhi w rezydencji jego matki, indyjskiej premier Indiry Gandhi. Mieli dwójkę dzieci, które później również zaangażowały się w politykę: syna Rahula i córkę Priyankę.
Sonia porzuciła spódniczki mini na rzecz tradycyjnego hinduskiego sari, nauczyła się też języka hindi. Zajmowała się domem, podczas gdy Rajiv był pilotem pasażerskich odrzutowców. W 1983 Sonia przyjęła indyjskie obywatelstwo, a jej mąż w drugiej połowie lat 80. przeszedł na chrześcijaństwo.

### Kariera polityczna
Przez większą część życia nie angażowała się w politykę. Dopiero w 1984, po zamordowaniu teściowej Indiry, poparła Rajiva, który został premierem. Ale gdy sam Rajiv zginął w zamachu w 1991, usunęła się w cień, chociaż uchodziła za faworytkę do przejęcia po nim funkcji lidera Indyjskiego Kongresu Narodowego. W połowie lat 90. kilkakrotnie zabierała głos w sprawach partii, m.in. krytykując lidera Kongresu i premiera, P.V. Narasimha Rao. 
W 1998 została wybrana na prezesa Indyjskiego Kongresu Narodowego. Rok później dostała się do Lok Sabhy, niższej izby parlamentu. Poprowadziła partię do zwycięskich wyborów parlamentarnych w maju 2004, jednak odmówiła przyjęcia stanowiska premiera, przekazując ją Manmohanowi Singhowi. Przez dwie dekady szefowała za to partii, a schedę po niej przejął w 2017 syn Rahul Gandhi.
Po klęsce wyborczej Partii Kongresowej, gdy zniechęcony do polityki Rahul ogłosił, że dłużej szefem partii być nie chce, schorowana Sonia powróciła na stanowisko prezesa ugrupowania w sierpniu 2019.